# Франк Рост
Франк Рост (на немски: Frank Rost) е германски футболен вратар, роден на 30 юни 1973 в Карл-Маркс-Щат днес Кемниц, (Източна Германия).

## Кариера
Франк Рост започва да тренира футбол в лайпцигския „Локомотив Запад“, а през 1982 преминава в „Кемий Бьолен“. В тези начални години той играе като нападател, а на 13 години застава на вратата. От 1986 г. играе за „Локомотив Лайпциг“, а след Обединението на Германия – във ФК Маркклееберг.
През 1992 е трансфериран във Вердер Бремен, като първоначално рядко намира място сред титулярите. След като титулярният вратар Оливер Рек преминава в Шалке 04 през 1998 г., Рост става първи вратар на отбора. С този тим става шампион на Германия през 1993 и два пъти печели купата на страната (1994, 1999). През 2002 той също преминава в Шалке, където през 2005 г. става вицешампион и носител на Купата на лигата и играе финал за купата на Германия.
В началото на есенния полусезон 2006 Рост се контузва и е заменен от Мануел Нойер, който се представя доста добре. След два мача Рост се завръща като титуляр, но след не особено убедителна игра в следващите мачове от Бундеслигата (три победи и три загуби от шест мача, при голова разлика 7:10) и отпадането от Нанси в първи кръг на Купата на УЕФА е оставен на резервната скамейка, а треньорът Мирко Сломка оправдава постъпката си с думите, че на Рост му „липсва доза късмет“. Тъй като Сломка не слага Рост в плановете си като титулярен вратар, вратарят преминава в Хамбургер ШФ през зимната пауза, подписвайки договор за две години.
През сезон 2007/2008 печели наградата за най-много мачове за първенство без допуснат гол (13).
За националния отбор Рост има четири мача, като дебютът му е през 2002 г. срещу САЩ.

## Личен живот
Рост е роден в спортно семейство. Родителите му са национали на ГЗР по хандбал. Петер Рост е златен медалист от олимпиадата в Москва през 1980, а Кристина Рост е носителка на сребърен медал от Олимпийските игри през 1976 в Монреал.
Франк Рост е женен, има една дъщеря.

## Успехи
- 1х Шампион на Германия: 1993 (с Вердер)
- 2х Вицешампион на Германия: 1995 (с Вердер), 2005 (с Шалке)
- 2х Носител на Купата на Германия: 1994, 1999 (с Вердер)
- 2х Финалист за Купата на Германия: 2000 (с Вердер), 2005 (с Шалке)
- 1х Носител на Купата на лигата: 2005 (с Шалке)
- 2х Финалист за Купата на лигата: 1999 (с Вердер), 2002 (с Шалке)
- 2х Носител за Суперкупата на Германия: 1993, 1994 (с Вердер)
- 1х Полуфинал за Купата на УЕФА: 2006 (с Шалке)
- 1х Четвъртфинал за Купата на УЕФА: 2000 (с Вердер)
- 1х Носител на Купа Интертото: 2007 (с Хамбургер)

## Любопитно
- Рост е един от двамата вратари (другият е Йенс Леман), вкарали гол от игра в мач от Бундеслигата. На 31 март 2002 в мача между Вердер и Ханза вратарят прави резултата 3:3, отбелязвайки минута преди края. В добавеното време Вердер дори успява да вкара още един гол и така печели мача.

- В края на предаването на немската държавна телевизия ZDF „Актуално спортно студио“ гостите трябва да вкарат футболна топка от седем метра във врата с две дупки – горна и долна – с диаметър 55 см, като имат по три опита на дупка. Франк Рост е един от осем гости на предаването (другите са Гюнтер Нетцер, Руди Фьолер, Гюнтер Херман, Райнхард Зафтих, Матиас Бекер, Ролф Фрингер и Франк Пагелсдорф), успели да вкарат пет пъти. Няма гост, уцелил дупките и при шестте си опита.